# Antonie Adamberger
Antonie Adamberger, detta Toni (Vienna, 31 dicembre 1790 – Vienna, 25 dicembre 1867), è stata un'attrice teatrale austriaca.

## Biografia
Figlia del tenore Valentin Adamberger e dell'attrice Marie-Anne Jacquet, dalla quale fu educata all'arte, dal 1804 al 1817 recitò al Burgtheater di Vienna. Lasciò le scene per sposare, il 19 giugno 1817, il numismatico Joseph von Arneth, da cui ebbe Alfred von Arneth, futuro storico.